# Тарі (монета)
Тарі (італ. Tarì) — спочатку золоті, а з кінця XIII століття срібні монети, що карбувались в державах Південній Італії з X століття. Назва, можливо, походить від назви арабського дирхама.

## Золотий тарі

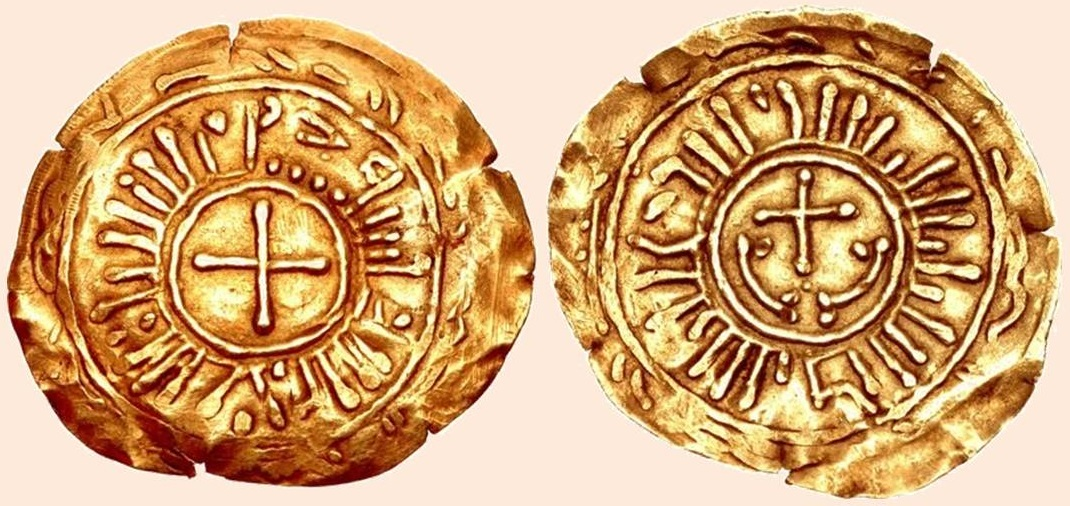
Тарі Амальфійської республіки, одна з перших золотих європейських монет

### Амальфі та Салерно
У південній Італії золоті тарі карбували декілька держав. В IX-XI століттях тарі було офіційною золотою монетою Амальфійської республіки. Золоті тарі вагою 0,9 г на зразок фатімідських золотих динарів карбував в Салернському князівстві Гізульф I (935—974). 

### Сицилія
Після норманського завоювання Південної Італії тарі карбувалися також норманськими правителями Сицилійського королівства, які теж наслідували арабські зразки, поміщаючи на монети куфічні написи, наприклад — герцог Апулії, Калабрії та Сицилії Роберт Гвіскар (1059—1085).
Рожер II (граф, а в 1130—1154 король Сицилії) карбував тарі в Палермо та Мессіні, на його тарі вперше з'явився хрест та ім'я Христа — IC XC NI KA.
Вільгельм II Добрий (1166—1189) карбував монети у два тарі (1,5 г), а також тарі увігнутої форми. При королі Федеріго (1197—1212 і 1217—1250) в 1231 випущена нова золота монета — августаль, прирівняна офіційно до 71⁄2 тарі, при цьому тарі продовжували перебувати в обігу. Король Конрад I (1250-—1254) карбував монети в 4 (3,8 г) та 9 (7,9 г) тарі з куфічним круговим написом. Карбувалися й інші номінали — 3, 5, 6, 8, 10 тарі.
Крім Палермо, тарі Сицилійського королівства також карбувалися в Амальфі, Бриндізі, Мессіні. На монетах часто містився герб, рідше — портрет правителя. Іноді на монетах містилися лише написи (без зображень). Наприкінці XIII століття карбування золотих тарі припинено.

## Галерея

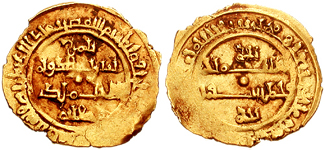
Тарі герцога Апулії, Калабрії та Сицилії Роберта Гвіскара. (18мм, 0.95 г). Карбовано в Палермо в 1072 р.
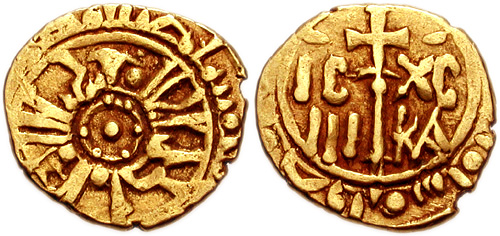
Тарі короля Сицилії Рожера II (1130-1154). Викарбовано в 1140-1154 роках в Палермо (?).
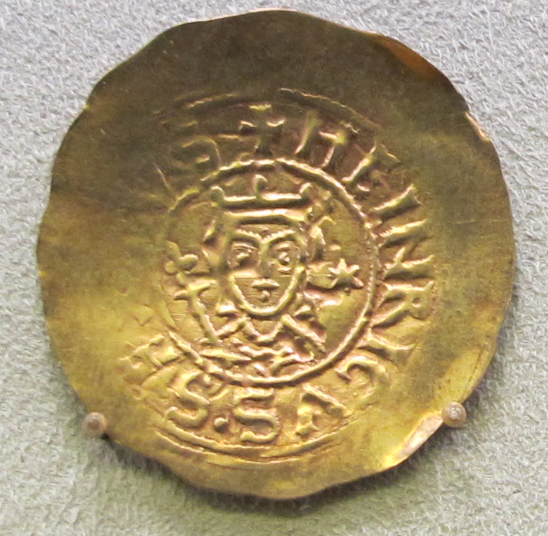
Тарі короля Сицилії Генріха VI. Карбовано біля 1194-1197 років
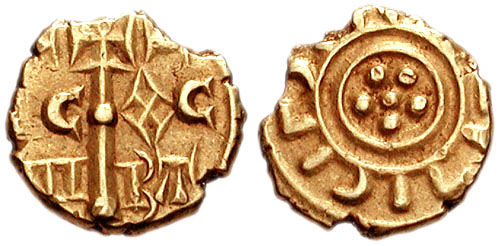
Тарі короля Сицилії Фрідріха II (1220-1250), викарбовано близько 1231-1250 років
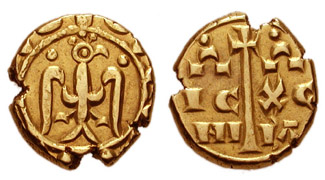
Тарі короля Сицилії Фрідріха II (1220-1250).
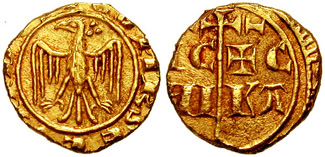
Тарі короля Сицилії Конрада II (Конрадіна). 1254-1258 та 1267-1268.

## Срібний тарі

### Сицилія
Срібний тарі почав карбуватися при арагонських королях Сицилійського королівства Педро I та Констанції II (1282—1285), на монетах зображувався коронований орел. Фернандо II (1479—1516) карбував срібні тарі в Мессіні. Карбування сицилійських срібних тарі тривало до 1799. Монети карбувалися номіналами в 1⁄2, 1, 2, 3, 4 та 6 тарі.

### Мальта
Мальтійський орден почав карбувати срібні тарі у 1530. Відповідно до грошової системи ордена тарі = 1⁄12 скудо.
У XVII—XVIII століттях монети в 1 та 2 тарі карбувалися як зі срібла, так і з міді. Монети вищих номіналів (3, 4, 6, 8, 15, 16, 30 тарі) карбувалися тільки зі срібла.
Після втрати острова Мальта 1798 орден припинив виробництво своїх монет.
У 1961 Орден відновив карбування монет за старою монетною системою, розпочавши випуск монет у 2 та 9 тарі.
У 1961 монети карбувалися в Римі, в 1962 — в Парижі, в 1963 — в Ареццо. З 1964 монети карбуються Монетним двором Мальтійського ордена.

## Галерея

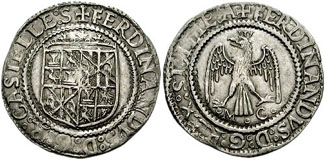
Срібний тарі Фернандо ІІ
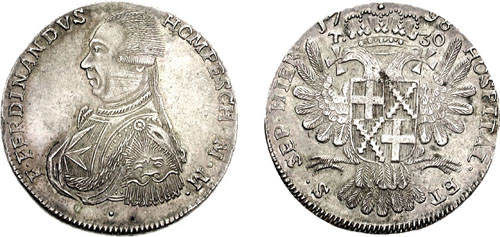
30 тарі Мальтійського ордену, 1798